# Teleutaea orientalis
Teleutaea orientalis là một loài tò vò trong họ Ichneumonidae.